# Hans von Bülow
Hans Guido Freiherr von Bülow (født 8. januar 1830 i Dresden, død 12. februar 1894 i Cairo) var en tysk komponist, klavervirtuos og en af det 19. århundredes kendeste orkesterledere.
Han lærte at spille klaver hos Friedrich Wieck og senere hos Franz Liszt. Han ægtede i 1857 dennes datter Cosima og fik med hende døtrene Daniela og Blandine. Bülow var en nær ven af Richard Wagner og uddannede sig hos ham til dirigent. I 1864 fik han ved Richard Wagners hjælp stillingen som hofkapelmester i München og dirigerede her uropførelserne af Tristan und Isolde i 1865 og Die Meistersinger von Nürnberg i 1868. Ægteskabet med Cosima opløstes i 1867, da hun havde indledt et forhold til Richard Wagner. Bülow blev senere gift med skuespillerinden Marie Schanzer.
Efter skilsmissen opholdt han sig to år i Firenze og blev derefter hofkapelmester i Hannover. Fra 1880 til 85 var han leder af hofkapellet i Meiningen. Hans ry som dirigent og pianist skaffede ham talrige turneer, og den sidste del af hans liv var præget af en voldsom koncertaktivitet bl.a. 18 til U.S.A., hvor han begejstrede publikum.
Han mødte i 1854 Johannes Brahms og blev en af hans nære venner. Som noget bemærkelsesværdigt advokerede han for både Brahms' og Wagners musik, særligt efter sit brud med Wagner i 1869. Han uropførte flere af Brahms klaverværker og hans orkester i Meiningen var yndet af Brahms. Det var Bülow, som "døbte" Brahms' første symfoni "Beethovens tiende".
Fra 1887 til 1893 var Hans von Bülow den første chefdirigent for Berliner Philharmonikerne, der hurtigt voksede til et af de mest anerkendte orkestre.
Sine sidste år levede han i Hamborg, hvor han bl.a. blev ven med Gustav Mahler. Han døde i 1894 i Kairo, under et ophold der skulle forbedre hans helbred. Begravelsen foregik i Michaeliskirche i Hamborg, hvor sørgehøjtideligheden gav Mahler ideen til sidste sats i sin 2. symfoni. Han ligger begravet på Ohlsdorfer Friedhof i Hamborg.
Blandt Hans von Bülows elever var Karl Heinrich Barth, der blev lærer for Artur Rubinstein, og Wilhelm Kempff.